# 160mm迫撃砲M-160
160mm迫撃砲M-160は、第二次世界大戦後にソビエト連邦で開発・運用された後装式の160mm重迫撃砲である。M-160は第二次世界大戦中に使用されていた160mm迫撃砲M-43の後継として1950年代よりソビエト連邦や友好国で運用された。

## 概要
M-160の構造は前身のM-43とほぼ同じであり、M-43よりも砲身が延長されているのが最大の違いである。砲身が約3mから約4.5mに延長された事により、M-160の射程は、M-43の約5kmから約8kmに延伸されている.。
M-160は1953年に配備開始され、当初はソビエト連邦軍のあらゆる師団に通常の迫撃砲として配備されていたが、現在は山岳地帯や、市街地での戦闘を担当する砲兵部隊に配備されている。
ベトナム人民軍の戦闘ドクトリンによれば、M-160は防護された敵の拠点、掩体壕や塹壕を破壊するのに有効な装備であるとされている。M-160はGAZ-66のようなトラックによって牽引され、あらゆる地形に配備可能であるが、敵の隠れる事の多い丘陵地帯や市街地での運用が効果的との事である。
また、中国人民解放軍は、M-160をコピー生産したものを56式160mm重迫撃砲として、各野戦師団に12基ずつ配備、運用していた。
M-160や中国製の56式は、前身のM-43とともに友好国、東側諸国・中東諸国などに輸出され、中東戦争、レバノン内戦、印パ戦争、シリア内戦などで実戦投入された事が知られている。運用者の一つであるイラク軍では、M-160（あるいは56式）を、T-54/T-55の車体に搭載した自走迫撃砲を独自に開発して使用していた。

## 運用国

### 現用
- エジプト - 2024年時点で、エジプト陸軍が30門のM-160を保有[4]。